# 雨の訪問者
『雨の訪問者』（あめのほうもんしゃ、フランス語原題：Le passager de la pluie、英題：Rider on the Rain）は、1970年のフランスのサスペンス映画。
監督はルネ・クレマン、出演はチャールズ・ブロンソンとマルレーヌ・ジョベールなど。
自分を襲った暴漢を撃ち殺して死体を密かに始末した新妻が正体不明のアメリカ人男性から付きまとわれる姿を描いている。
第28回ゴールデングローブ賞で外国語映画賞（外国語映画部門）を受賞している。

## ストーリー
ヒロインのメリー（ジョベール）はボウリング場を経営する母と同居している若き新妻。ある雨の日、白いエナメルのレインコート・レインハット・長靴で、車を運転して親友のクリーニング屋の女店主（アイアランド）の処に向かう道筋で、不審な男を目撃する。
メリーは、夫であるトニーが海外から帰ってくる日に、自宅で暴漢に襲われる。目を覚ましたメリーは、それが車中で目撃した男だと気づき、恐怖のあまり地下室に潜んでいた男を射殺してしまう。メリーは男の死体を海に捨てる。翌日、海岸で男の死体が見つかり、警察が動き出す。そして、ハリー・ドブス（ブロンソン）というアメリカ人の男が、メリーが殺した男のことを訊いてくる。ドブスは、メリーについて調べたといい、夫のトニーについても詳しく知っていた。
ドブスは、男が持っていた金が入った赤いカバンについて、メリーに執拗に聞いてきたが、メリーは何も知らない。その後、メリーは駅でカバンを見つけるが、中から出てきたのはトニーの写真だった。ドブスは、トニーが副操縦士の立場を利用して密輸に絡んでいるとほのめかしてメリーを動揺させ、金のありかをメリーに問いただすが、メリーは全く知らない。しかし、メリーの車の中から金が入ったカバンが見つかったことから、写真が入っていたカバンはメリーを動揺させるためにドブスが用意した偽物だとメリーは確信する。ドブスが泊まっているホテルの部屋に忍び込んだメリーは、そこで軍服を見つけ、ドブスが軍人であることを知る。一方、男を殺した容疑者として情婦が逮捕される。罪悪感からメリーはパリに住む情婦の姉に会いに行き、彼女は無実だと告げる。ところが、その場でメリーは殺された男の件で男たちに捕らえられて拷問されてしまう。そこにドブスが現れてメリーは救出される。
自宅に戻ったメリーは、警察が捜査している事件の被害者はメリーが殺した男とは別人であり、容疑者である情婦が1年前に金目当てで殺して海岸に埋めていたこと、ドブスが捜しているのは軍病院から大金を持って脱走した暴行魔であることを知る。ドブスは全てを承知した上でメリーから金と男の行方を聞き出そうとしていたのである。メリーは事件現場にカバンを捨てに行くが、ドブスに見つかる。そこが男の死体が捨てられた場所と知ったドブスは捜索を開始、メリーが殺した男の遺体が発見され、ドブスは死体がメリーのボタンを握っていたのを見つける。そしてメリーのもとにやって来ると、「金も死体も見つかった。細かいことは必要ない。真相がわかっても誰も喜ばない。」と告げ、ボタンをメリーに渡して去っていく。そんなドブスを横目にメリーは夫とロンドンに向かう。

## キャスト
| 役名                             | 俳優                                                  | 日本語吹き替え                     | 日本語吹き替え                     |
| 役名                             | 俳優                                                  | 日本テレビ版                       | TBS版                              |
| -------------------------------- | ----------------------------------------------------- | ---------------------------------- | ---------------------------------- |
| ハリー・ドブス                   | チャールズ・ブロンソン フランス語吹替：ジョン・バリー | 大塚周夫                           | 森山周一郎                         |
| メリー・モー                     | マルレーヌ・ジョベール                                | 倉野章子                           | 藤田淑子                           |
| ニコール（メリーの友人）         | ジル・アイアランド                                    | 小原乃梨子                         | 沢田敏子                           |
| トニー・モー（メリーの夫）       | ガブリエレ・ティンティ                                | 樋浦勉                             | 富山敬                             |
| トゥーサン（トニーの友人の刑事） | ジャン・ガヴァン                                      | 東野英心                           | 上田敏也                           |
| ジュリエット（メリーの母親）     | アニー・コルディ                                      | 荒木道子                           | 小沢寿美恵                         |
| ロッソ（メリーに詰問する男）     | ジャン・ピア                                          | 小林勝彦                           |                                    |
| タニア・ル・ゴフ（容疑者の姉）   | コリンヌ・マルシャン                                  | 藤夏子                             |                                    |
| 大使館員                         | スティーヴ・エッカート                                | 平林尚三                           |                                    |
| 神父                             |                                                       | 河村弘二                           |                                    |
| 警官                             |                                                       | 児玉謙次                           |                                    |
| 交換手                           |                                                       | 有馬瑞香                           |                                    |
| 不明 その他                      |                                                       |                                    | 吉水慶 羽村京子                    |
|                                  |                                                       |                                    |                                    |
| 演出                             | 演出                                                  | 長野武二郎                         | 田島荘三                           |
| 翻訳                             | 翻訳                                                  | 大野隆一                           | 入江敦子                           |
| 効果                             |                                                       |                                    |                                    |
| 調整                             | 調整                                                  | 遠西勝三                           |                                    |
| 制作                             | 制作                                                  | ニュージャパンフィルム             | コスモプロモーション               |
| 解説                             |                                                       |                                    |                                    |
| 初回放送                         | 初回放送                                              | 1976年4月21日 『水曜ロードショー』 | 1978年6月15日 『月曜ロードショー』 |

※日本テレビ版はHDリマスター版BD収録
※TBS版はKADOKAWAから発売のBDに収録

## サウンド・トラック
| #   | タイトル                                         | 作詞・作曲                                 | 歌           |
| --- | ------------------------------------------------ | ------------------------------------------ | ------------ |
| 1.  | 「雨の訪問者~テーマ（Le Passager De La Pluie）」 | セバスチアン・ジャプリゾ／フランシス・レイ | セヴェリーヌ |
| 2.  | 「ドッブスの情景（Dobbs' Dualité）」             |                                            |              |
| 3.  | 「ワルツ（La Valse Du Mariage）」                |                                            |              |
| 4.  | 「アメリカ人のテーマ（Thème De L'Américain）」   |                                            |              |
| 5.  | 「情景（Dualité）」                              |                                            |              |
| 6.  | 「ドッブスのテーマ（Thème Dobbs）」              |                                            |              |
| 7.  | 「メリーとアメリカ人（Mellie Et L'Américain）」  |                                            |              |
| 8.  | 「逮捕される女（L'Arrestation）」                |                                            |              |
| 9.  | 「秘密のクラブ（La Maison Du Rendez-Vous）」     |                                            |              |
| 10. | 「雨の訪問者（Générique）」                      |                                            |              |
| 11. | 「車のテーマ（Thème Des Voitures）」             |                                            |              |
| 12. | 「メリーのテーマ（Thème Mellie）」               |                                            |              |
| 13. | 「ベスチャルのテーマ（Thème Bestial）」          |                                            |              |
| 14. | 「スロウ・ワルツ（Slow Du Mariage）」            |                                            |              |
| 15. | 「メランコリーの記憶（Souvenir De Mélancolie）」 |                                            |              |
| 16. | 「苦悩（Angoisse）」                             |                                            |              |
| 17. | 「駅前に立つドッブス（Dobbs À La Gare）」        |                                            |              |
| 18. | 「強姦（Le Viol）」                              |                                            |              |
| 19. | 「情景とドッブス（Dualité Et Dobbs）」           |                                            |              |
| 20. | 「メリーのテーマ（Thème Mellie）」               |                                            |              |

## 作品の評価
Rotten Tomatoesによれば、5件の評論のうち高評価は80%にあたる4件で、平均点は10点満点中7.8点となっている。